# Escrita mixteca

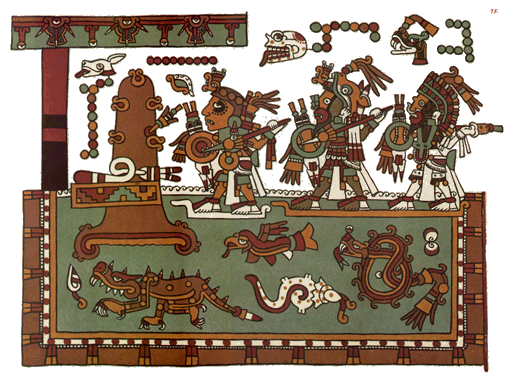
Um exemplo das representações pictográficas mixtecas. Na imagem, a lâmina 75 do Códice Tonindeye. Esta lâmina narra a campanha militar de Oito Veado contra a ilha Lugar do Bragueiro. A campanha durou três dias (10 serpente, 11 morte e 12 veado) e nela participaram os dois grandes aliados do senhor de Tilantongo: Nove Água e Quatro Jaguar. A ilha Lugar do Bragueiro localiza-se na margem do mundo conhecido, na Região da Cor Preta e Vermelha —onde a Serpente Emplumada desapareceu após fugir de Tollan (Hermann Lejarazu, 2006: 82-83).

A escrita mixteca é um sistema de representação logográfica—pictográfica empregue pelos Mixtecas antes da chegada dos espanhóis, pelo menos desde o século XIII d.C. Este sistema de escrita consiste basicamente de um conjunto de signos, símbolos e representações pictóricas figurativas que funcionavam como chaves de relatos que deviam ser reconstruídos pelos iniciados nas regras do sistema, acercando-se assim à concepção da banda desenhada moderna. Cada elemento representado nos textos pré-colombianos dos mixtecas podia representar dum conceito até uma ideia completa. Cada imagem nos códices mixtecas deve ser interpretada com numerosas frases na linguagem oral bem como era susceptível de ser interpretada de modos diferentes.

## Características

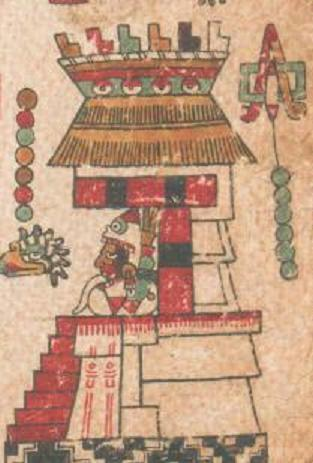
Esta imagem, a inicial do Códice Tonindeye, representa o nome da cidade de Tilantongo. A borda decorada escalonada na parte inferior é o signo para se referir ao ñuu —o povo—, mesmo que costuma representar-se em cores. O uso da cor preta alude ao nome de Tilantongo. O templo sobre ele, com o seu teto de olhos estelares (estrelas) também faz parte do topônimo: de acordo com Alfonso Caso, o nome de Tilantongo em mixteca foi Ñuu Tnoo Huahi Andehui (Lugar preto, Templo do Céu). Os signos aos lados do templo indicam uma data: dia 7 águia, ano 6 pedernal (1044 dC).

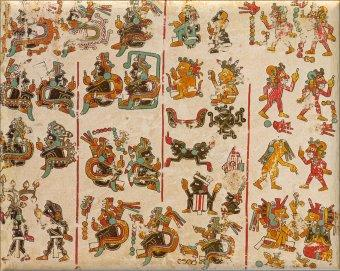
Lâmina 51 do Códice Vindobonensis. No começo da página (canto inferior direito), aparecem os Senhores Um Veado, princípio criador na mitologia mixteca. Os seguintes personagens são os primeiros seres engendrados por este casal. Entre eles encontra-se o Senhor Feixão, o Senhor Feixote, os Senhores Serpente e outros virgens mais. Os mixtecas chamavam ñuhu a estes seres.

A escrita mixteca foi empregue no Período pós-clássico mesoamericano. É um sistema que combina elementos logográficos e pictográficos para a transmissão das mensagens. A área donde procedem a maior parte dos códices mixtecas pré-colombianos que testemunham o emprego deste sistema de registro corresponde à Mixteca Alta e à Costa Chica do estado de Oaxaca. Antes da aparição da escrita mixteca, em várias partes desta zona do sul do atual México eram empregues outras escritas: a escrita zapoteca e a escrita Ñuiñe, embora a extensão de ambos os sistemas seja objeto de discussão entre os especialistas, devido à grande quantidade de elementos que ambos os códigos compartiram e a que o sistema Ñuiñe é praticamente desconhecido. De acordo com Justeson, a escrita mixteca —como outras empregadas no Centro do México durante a época pré-colombiana— faz parte do grupo de escritas de Oaxaca, que é o ramo ocidental dos sistemas de registro derivados do antigo sistema olmeca de escrita.
A maior parte das inscrições mixtecas pré-colombianas consistem em registros calendáricos que contam os acontecimentos mais importantes da história desse povo. Os elementos calendáricos na escrita mixteca serviam tanto para indicar datas quanto para registrar os nomes das personagens que participavam dos fatos relatados. Entre os povos mesoamericanos, as pessoas tomavam como nome o próprio do dia do calendário ritual de 260 dias no que nasceram. Sobre o calendário, Alfonso Caso Andrade decifrou os vinte signos que, combinados com numerais, davam como resultado datas calendáricas. Os mixtecas empregavam também um signo para o ano, que era formado por um resplandor do Sol —representado segundo as convenções do sistema— entrelaçado com um anel. Os nomes de cada ano correspondiam ao nome do dia com que começavam. Em algumas lâminas dos códices históricos mixtecas, o glifo do ano leva um dardo cravado, o qual quer dizer que houve uma guerra nesse ano. Outras composições pictográficas podem descrever desde feitos até ideias completas. Por exemplo, um dardo cravado no glifo correspondente ao nome de um povoado é interpretado como conquista militar.
| “ | .."os mixtecas tinham um sistema de escrita e um sistema calendárico, que lhes permitia conservar as notícias dos acontecimentos e situá-las no tempo e no espaço, ou seja: relatar verdadeira história; a prova disso é que agora nós podemos lê-la e transcríbi-la ao nosso próprio idioma". | ” |

As inscrições mixtecas aparecem em vários tipos de suporte, embora pela quantidade de informação histórica que contêm, os códices mixtecas sejam as mais conhecidas. Estes documentos estavam compostos por tiras de pele de veado, curtidas e estucadas, sobre as quais os escribas executavam os seus textos. Os códices leem-se de direita a esquerda —ou seja, em sentido contrário à leitura no alfabeto latino—, começando do canto inferior direito de cada lâmina e seguindo o sentido indicado pelas linhas vermelhas que separam as figuras. O estilo pictórico dos códices tem eco nos objetos artísticos dos mixtecas pré-colombianos, especialmente nas chamadas vasilhas tipo códice, que tiveram uma grande difusão nos senhorios mixtecas e influenciaram o estilo internacional Mixteca-Puebla, que se estendeu por boa parte do centro e ocidente de Mesoamérica no Pré-clássico Tardio.

## Pesquisas sobre a escrita mixteca
Desde a época colonial eram conhecidos os documentos pictográficos dos mixtecas. Alguns deles puderam ter servido aos missionários católicos como base para o resgate da história e da cosmovisão dos conquistados. Contudo, depois da época colonial a cultura mixteca ficou relegada a um papel secundário. Alguns documentos que atualmente se reconhecem como mixtecas foram tomados como mexicas ou, pelo menos, procedentes do centro do México, pelos arqueólogos. É o caso do Códice Nuttall, que Zelia Nuttall acreditava ter origem "asteca". Alfonso Caso estabeleceu uma relação entre estes documentos e a cultura mixteca durante a primeira metade do século XX. As suas pesquisas levaram a fazer uma importante contribuição na decifração do sistema de escrita mixteca e a identificar não apenas os sinais do calendário, mas a situação de numerosos sítios que estavam registrados em documentos como o Códice Nuttall, o Códice Vindobonensis e o Códice Colombino —o único da época pré-colombiana que permanece no México—. Os trabalhos tiveram continuidade graças a outros investigadores, entre os que se destacam Gabina Aurora Pérez Jiménez e Maarten Jansen.